# Territoire de l'Utah
1850–1896
Entités précédentes :
- Cession mexicaine
- Texas

Entités suivantes :
- Utah
- Territoire du Nevada
- Territoire du Colorado
- Territoire du Wyoming

Le territoire de l'Utah  (Utah Territory) était un territoire organisé des États-Unis qui a existé entre 1850 et 1896.

## Création
Le territoire fut organisé par un Act du Congrès américain le 9 septembre 1850, le même jour que l'admission de l'État de Californie dans l'Union et la création du territoire du Nouveau-Mexique. Sa création provenait en partie du compromis de 1850 qui devait préserver l'équilibre du pouvoir entre États esclavagistes et États non esclavagistes. À l'exception d'une petite zone autour du cours amont du Colorado, située de nos jours dans l'État du Colorado, toutes les terres composant le nouveau territoire avait été acquises en 1848 lors de la Cession mexicaine, la frontière orientale suivant ainsi la Continental Divide. Sa limite sud avec le Territoire du Nouveau-Mexique ayant été fixée le long du 37e parallèle nord. 
La création du territoire de l'Utah, fut en partie le résultat d'une pétition envoyée au Congrès par les pionniers mormons qui s'étaient installés dans la vallée du lac salé, débutant en 1847. Les Mormons, menés par Brigham Young, avaient pétitionné pour une entrée dans l'Union comme État du Deseret, avec Salt Lake City pour capitale et des frontières proposées qui englobaient l'intégralité du Grand Bassin et le bassin versant du Colorado, incluant en partie ou en totalité neuf États américains actuels. Les colons mormons avaient rédigé l'ébauche d'une constitution en 1849 et Deseret était devenu le gouvernement de facto du Grand Bassin au moment de la création du Territoire de l'Utah.   
Suivant l'organisation du territoire, Young fut intronisé gouverneur le 9 février 1851. Lors de la première session de la législature territoriale en octobre, celle-ci adopta toutes les lois et ordonnances actées précédemment par l'Assemblée générale de l'État du Deseret.

## Évolution
La gouvernance mormone du territoire était vue de manière controversée par une grande majorité de la nation, controverse en partie alimentée par les descriptions criardes de la presse sur la polygamie pratiquée par les colons mormons, polygamie qui était la cause de leur long trajet à travers le pays jusqu'au bassin du Grand Lac Salé, après de précédentes tentatives d'installation plus à l'est.

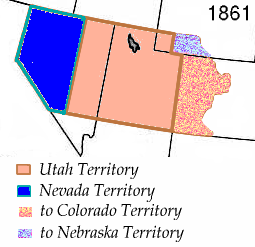
Territoire de l'Utah en 1861, après la réorganisation du territoire du Nevada

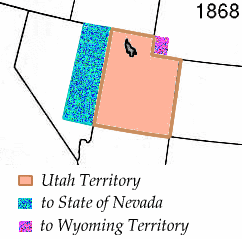
Territoire de l'Utah en 1868

Bien que les Mormons étaient majoritaires dans le bassin du Grand lac salé, la partie occidentale du territoire commençait à attirer beaucoup de colons non mormons. En 1861, en partie à cause de cela, le territoire du Nevada fut créé sur cette partie occidentale du territoire de l'Utah, la frontière entre les deux territoires fut initialement fixée au 116e méridien mais la découverte de gisement d'or la plaça finalement au 115e. 
La même année, une large portion à l'est du 109e méridien fut réorganisée comme partie du nouvellement créé du territoire du Colorado, tandis que les terres situées au nord du 41e parallèle et à l'est du 110°03e méridien furent cédées au territoire du Nebraska. Puis les frontières changèrent de nouveau dans cette zone, lors de la création du territoire du Wyoming, celles-ci étant déplacé au 111e méridien et au nord 41e parallèle. 
En 1866, deux ans après l'admission du Nevada comme État de l'Union, fixa définitivement la frontière de celui-ci avec le territoire au 114e méridien.
L'arrivée simultanée du chemin de fer de Californie et de l'est du pays en 1869, ne fut pas accueilli de manière favorable par les Mormons qui gouvernaient le territoire. La cérémonie de fixation du golden spike à Promontory Summit pour achever le premier chemin de fer transcontinental fut boycottée par les officiels du territoire, qui se méfiaient de l'empiètement du monde extérieur sur le bassin du Grand lac salé.

## Admission
Les controverses soulevées par la dominance de la religion mormone sur le territoire sont vues comme la raison principale au long délai de 46 ans entre l'organisation du territoire et son admission dans l'Union en 1896 comme État de l'Utah, longtemps après l'admission de territoires créés après lui. Par contraste, le territoire du Nevada, bien que peuplé de manière plus éparse, fut admis dans l'Union en 1864, seulement trois ans après sa formation, conséquence surtout du désir de l'Union de consolider sa mainmise sur les mines d'argent du territoire. Le Colorado fut lui admis en 1876.

## Source
- (en) Cet article est partiellement ou en totalité issu de l’article de Wikipédia en anglais intitulé « Utah Territory » (voir la liste des auteurs).

1. ↑  « Cérémonie de la « jonction des rails », le 10 mai 1869, à Promontory Point, dans l'Utah », sur World Digital Library, 10 mai 1869 (consulté le 21 juillet 2013)